# Languiñeo megye
Languiñeo egy megye Argentínában, Chubut tartományban. A megye székhelye Tecka.

## Települések
A megye a következő nagyobb településekből (Localidades) áll:
- Tecka
- Paso del Sapo
- Carrenleufú
- Colan Conhué
- Aldea Epulef

Kisebb települései (Parajes):
- Las Salinas
- El Pato Negro
- Piedra Parada
- Pampa de Agnia
- El Molle

## Fordítás
- Ez a szócikk részben vagy egészben  a   Departamento Languiñeo című spanyol Wikipédia-szócikk fordításán alapul.  Az eredeti cikk szerkesztőit annak laptörténete sorolja fel. Ez a jelzés csupán a megfogalmazás eredetét és a szerzői jogokat jelzi, nem szolgál a cikkben szereplő információk forrásmegjelöléseként.